# GROMACS
GROMACS (GROningen MAchine for Chemical Simulations) es un programa de alto rendimiento, de código abierto, multiplataforma 
utilizado para realizar la simulación de la dinámica molecular de sistemas con cientos de millones de partículas.
Gromacs fue originalmente desarrollado en la Universidad de Groningen, pero por ser de código abierto ha sido reimplementado por muchos otros desarrolladores.